# وادي محويس (شليم وجزر الحلانيات)
وادي محويس منطقة سكنية تقع في ولاية شليم وجزر الحلانيات، التابعة لمحافظة ظفار في سلطنة عمان. يقدر عدد سكانها بـ 121 نسمة حسب إحصاء عام 2010 التابع للمركز الوطني للإحصاء والمعلومات الحكومي. رمز المنطقة هو 20930830.

## الوصلات الخارجية
- المركز الوطني للإحصاء والمعلومات، سلطنة عمان